# Melun
Melun je mesto in občina v osrednji francoski regiji Île-de-France, prefektura departmaja Seine-et-Marne. Leta 1999 je mesto imelo 35.695 prebivalcev.

## Geografija
Kraj leži v osrednji Franciji ob okljuku reke Sene, 40 km jugovzhodno od Pariza, sestavljen iz treh delov: otoka Île Saint-Étienne, severnega in južnega obrežja.

## Administracija
Melun je sedež dveh kantonov:
- Kanton Melun-Jug (del občine Melun, občini Livry-sur-Seine, La Rochette: 19.029 prebivalcev),
- Kanton Melun-Sever (del občine Melun, občine Maincy, Montereau-sur-le-Jard, Rubelles, Saint-Germain-Laxis, Vaux-le-Pénil, Voisenon: 37.015 prebivalcev).

Mesto je tudi sedež okrožja, v katerega so poleg njegovih dveh vključeni še kantoni Brie-Comte-Robert, Châtelet-en-Brie, Combs-la-Ville, Mée-sur-Seine, Mormant, Perthes, Savigny-le-Temple in Tournan-en-Brie s 312.257 prebivalci.

## Zgodovina
Naselje je nastalo na otoku sredi reke, poznano že za časa Julija Cezarja (52 pr. n. št.) kot Melodunum. Leta 845 so ga oplenili Normani. Francoski kralj Hugo Capet ga je predal svojemu varovancu Bouchardu. Pod vladavino Roberta II. je kraj odkupil šampanjski grof Eudes, leta 999 pa je znova pripadel kralju.
Med francosko revolucijo, 4. marca 1790, je Melun postal sedež novoustanovljenega departmaja Seine-et-Marne, ki je združil pod seboj dele nekdanjih pokrajin Île-de-France, Brie, Šampanje in Gâtinaisa.

## Znamenitosti
- otok Île Saint-Étienne:
  - kolegial Notre-Dame de Melun, ustanovljen v 11. stoletju,
  - priorstvo presvetega Odrešenika (11. stoletje),
  - botanični vrt (1795)
- cerkev sv. Aspaisa v istoimenski četrti (1515-1555),
- zvonik sv. Jerneja na Trgu sv. Očeta (četrt Saint-Barthelemy) je ostanek nekdanje cerkve, prvotno zgrajene v 11. stoletju, porušene med stoletno vojno, ponovno zgrajene konec 16. stoletja. Sam zvonik je nastal leta 1737, cerkev pa je bila ponovno porušena leta 1809.

## Pobratena mesta
- Crema Italija,
- Ouidah Benin,
- Spelthorne, London (Združeno kraljestvo),
- Stuttgart-Vaihingen (Nemčija).